# Даниил — князь Галицкий
«Даниил — князь Галицкий» — советский художественный фильм, режиссёра Ярослава Лупия, вышедший на Одесской киностудии в 1987 году.
Фильм затрагивает фрагмент истории Галицко-Волынского княжества XIII века — основание города Львова и противостояние монголо-татарам.

## Сюжет
В год 1245…
Хан Батый, возвратившись из похода в Европу, укреплял власть на окраинах своей державы, собирал свежие силы для захвата новых земель.
Князь Даниил Романович Галицкий был в зените славы, как поборник единства русских земель, как победитель в Дорогочинской и Ярославской битвах…
По требованию хана он вынужден был ехать в столицу Золотой Орды.

В Орде Даниил производит на хана Бату хорошее впечатление, и тот отпускает Даниила княжить в Галиче. Но приехав в Галич, Даниил начинает готовиться к войне с Ордой.
В 1247 году Даниил заключает союз с венгерским королём Белой и женит на его дочери своего сына Льва. В честь этого брака Даниил основывает город Львов. Затем Даниил привлекает на свою сторону литовцев, поляков и немцев. За князя Андрея Суздальского он выдаёт свою дочь.
Но в 1252 году, Бату, узнав о заключающихся союзах, посылает Неврюя и Куремсу покарать Андрея Суздальского и Даниила Галицкого. О разгроме Андрея Даниил узнаёт слишком поздно. Времени у Даниила уже нет, кочевники вторгаются и в его земли.
Подготовка в 1253 году папой римским Иннокентием IV «крестового похода против Орды» и коронование в 1254 году Даниила Галицкого в Дорогочине титулом «короля Руси» от Иннокентия IV в фильме не показаны.
Только хитрый план может спасти ситуацию. За оставшееся время Даниил успевает разобрать и сплавить по реке из Карпат деревянную крепость, которую решено ночью поджечь. Дружина Даниила Галицкого принимает бой у этой крепости в Холме.

В год 1255…
Князь Даниил Галицкий с братом князем Васильком Волынским, сыновьями своими — Львом, Романом и Сваромиром, с многими воеводами и мужами достойными разбил многотысячную орду Куремсы в Приднепровье. Это была первая большая победа русичей над грозными завоевателями. Потом были и другие рати, которые привели к знаменитой победе Руси на Куликовом поле.

## В ролях

### В главных ролях
- Виктор Евграфов — Даниил Галицкий, князь
- Иван Гаврилюк — Василько Волынский
- Сергей Быстрицкий — Лев, сын Даниила
- Михаил Горносталь — Вышгородский
- Нурмухан Жантурин — хан Батый
- Болот Бейшеналиев — Куремса, беклярбек
- Эрнст Романов — Бела IV, король Венгрии
- Богдан Ступка — Судьич, боярин
- Юрий Гребенщиков — Авдей
- Татьяна Гайдук — Прасковья

### В ролях
- Вера Кузнецова — Ефросиния-Анна, княгиня Галицкая, мать Даниила
- М. Иоель — Кирилл, митрополит
- Стефан Мерцало — Никифор, печатник
- Константин Артёменко — Дионисий, воевода
- Николай Волков — Дворский Шелв
- Станислав Рий — Михаил, мечник
- Святослав Максимчук — игумен
- Леонардас Зельчюс — Опизо, легат
- Эдгарас Савицкис — венгерский посол
- Р. Фёдоров — шаман
- Юрий Дубровин — Миколаевич

### В эпизодах
- Юрий Вотяков — Андрей Суздальский, князь
- Виктор Демерташ
- Зинаида Дехтярёва
- С. Доржиев
- К. Зембович
- А. Константинов
- Алексей Лупий
- Олесь Лупий
- Виктор Мельник — церковный иерарх
- Р. Мервинский
- А. Оверчук
- Франческа Переплётчикова
- Михаил Резниченко
- Юрий Рудченко
- С. Синицын
- Арунас Сторпирштис
- Василий Сухицкий
- Александр Титов
- Анна Тогоноева
- Филипп Феоктистов

### В титрах не указаны
- Олег Цёна — юродивый
- Пётр Шерекин

## Съёмочная группа
- Автор сценария: Олесь Лупий при участии Ярослава Лупия
- Режиссёр-постановщик: Ярослав Лупий
- Оператор-постановщик: Виктор Крутин
- Главный художник: Евгений Лысик
- Художник-постановщик: Игорь Брыль
- Художник по костюмам: Татьяна Крапивная
- Композитор: Владимир Губа
- Звукооператор: Анатолий Нетребенко[укр.]
- Текст песни: Дмитрий Павлычко
- Государственный симфонический оркестр кинематографии
  - Дирижёр: Константин Кримец
- Консультант: Николай Котляр, доктор исторических наук
- Директор картины: Ольга Сенина